# Evarra bustamantei
Evarra bustamantei är en fiskart som beskrevs av Navarro, 1955. Evarra bustamantei ingår i släktet Evarra och familjen karpfiskar. IUCN kategoriserar arten globalt som utdöd. Inga underarter finns listade i Catalogue of Life.